# SWIFT J195509+261406
SWIFT J195509+261406 – obiekt astronomiczny początkowo uważany za rozbłysk gamma (GRB 070610); prawdopodobnie magnetar.
10 czerwca 2007 o godzinie 20:52:26 monitorujący niebo przyrząd Burst Alert Telescope (BAT) znajdujący się w satelicie Swift zarejestrował w gwiazdozbiorze Liska nagły wzrost promieniowania gamma typowy dla rozbłysku gamma. 50 minut później główny teleskop rentgenowski X-Ray Telescop' (XRT) został ustawiony w kierunku błysku i zarejestrował nagły wzrost promieniowania, ale nie zauważono typowej poświaty towarzyszącej rozbłyskom gamma.
Po początkowym wybuchu, w ciągu następnych trzech dni zauważono 40 błysków w paśmie światła widzialnego, a po trwającej 11 dni przerwie, jasny rozbłysk podczerwony zarejestrowany przez teleskop VLT należący do Europejskiego Obserwatorium Południowego.